# Algo habrán hecho por la historia argentina
Algo habrán hecho (por la historia argentina) es un programa de la televisión argentina producido por la productora independiente Eyeworks Cuatro Cabezas, que narra los principales hechos que se sucedieron en el país, desde sus inicios a comienzos del siglo XIX hasta mediados del siglo XX.
El programa consta de tres temporadas de cuatro capítulos cada una. La primera temporada se emitió en 2005 por Canal Trece con la conducción de Mario Pergolini (productor del ciclo) y el historiador argentino Felipe Pigna, quien escribió la serie de libros “Los mitos de la historia argentina” que sirvió de sustento para la elaboración de los guiones televisivos. En 2006 el programa pasa a Telefe y es conducido por Pergolini y Pigna nuevamente.
En cambio, a finales de 2008 se estrenó la tercera temporada, nuevamente en la pantalla de Telefe, ya sin Pergolini (que había decidido a comienzos de ese año retirarse definitivamente de la televisión), que es reemplazado por Juan Di Natale, encargado de la conducción junto a Pigna. Esta edición fue grabada en alta definición.
El nombre del programa es un juego de palabras con la expresión popular "Algo habrán hecho", surgida durante la última dictadura argentina.

## Recorrido histórico

### Primera temporada (1806-1852)
La primera temporada (2005) abarca el período histórico que va desde 1806-1807, con las Invasiones Inglesas, hasta la Batalla de Caseros (1852), pasando por la Revolución de Mayo, la Declaración de la Independencia, la guerra contra los realistas, la guerra civil entre unitarios y federales que ocupó gran parte del siglo XIX en Argentina, y la vida de las personalidades más importantes de esa época.
Entre los actores que encarnaron los papeles de los hombres y mujeres que protagonizaron los hechos más importantes durante esa época de la historia argentina actúan Pablo Rago, Marcelo Savignone, Fabiana García Lago y Gustavo Garzón, entre otros.
Esta temporada abarca los siguientes capítulos en particular:
- Capítulo I: "Un Posible Comienzo…" (Duración: 50 minutos): El primer capítulo de Algo habrán hecho se sitúa entre 1806 y 1811, iniciándose con las Invasiones Inglesas al Río de la Plata y culminando con la muerte de Mariano Moreno en altamar.
Temas principales:
  - Invasiones Inglesas al Río de la Plata (1806-1807).
  - Revolución de Mayo de 1810.
  - Mariano Moreno (1778-1811).

- Capítulo II: "El Hijo de la Patria" (Duración: 42 minutos): El segundo episodio narra la vida de Manuel Belgrano, desde la Campaña al Paraguay en 1810 hasta su muerte, en 1820. Además, comienza la vida de José de San Martín, pasando por el combate de San Lorenzo de 1813.
Temas principales:
  - Manuel Belgrano (1770-1820).
  - Guerras por la independencia.
  - Inicios de José de San Martín (1778-1850).

- Capítulo III: "Héroes y Traidores" (Duración: 49 minutos): Este tercer capítulo de la serie sigue la vida de José de San Martín a partir de 1814 y culmina con el archivo de la primera deuda externa argentina con la empresa prestamista británica Baring Brothers durante el gobierno de Bernardino Rivadavia.
Temas principales:
  - José de San Martín.
  - La anarquía del Año XX.
  - Bernardino Rivadavia (1780-1845).

- Capítulo IV: "La Vida Color de Rosas" (Duración: 51 min): El último episodio de la primera temporada arranca en 1828 con el asesinato de Manuel Dorrego durante el primer golpe de Estado realizado en la Argentina, a manos de Juan Lavalle. Finaliza con la batalla de Caseros de 1852, en la cual Justo José de Urquiza vence a Juan Manuel de Rosas y se hace con el mandato.
Temas principales:
  - Fusilamiento de Manuel Dorrego (1787-1828).
  - Unitarios y federales.
  - Juan Manuel de Rosas (1793-1877).
  - Caseros (1852).

### Segunda temporada (1852-1896)
- Capítulo V: "La Argentina Dividida" (Duración: 47 minutos): El quinto capítulo de la serie y primero de la segunda temporada, comienza con la anteriormente citada o mencionada batalla de Caseros de 1852 (que ya había sido narrada en el último capítulo de la primera temporada) ganada por el Ejército Grande, y por ende, la llegada de Urquiza al poder. Este episodio finaliza con la asunción de Bartolomé Mitre al gobierno en 1862 y sus inicios como el primer Presidente Constitucional de la Nación ya unificada luego de la integración del Estado de Buenos Aires y la Confederación Argentina, y de la puesta en práctica de la reforma constitucional de 1860.

- Capítulo VI: "Los Apóstoles del Libre Comercio" (Duración: 53 minutos): Es 1865 y la Guerra del Paraguay da comienzo. Este capítulo culmina en los comienzos de Domingo Faustino Sarmiento en su vida política y militar.

- Capítulo VII: "Civilización y Barbarie" (Duración: 49 minutos): Este episodio inicia con la asunción al poder de Domingo Faustino Sarmiento, en 1868, y termina con los combates ocurridos en 1880 por la Ley de Federalización de Buenos Aires.

- Capítulo VIII: "La Conquista del Desierto" (Duración: 51 minutos): Como se titula el capítulo, en 1879 da inicio la Campaña al Desierto comandada por Julio Argentino Roca, apoderándose del territorio habitado por aborígenes para repartirlo entre los que habían financiado la campaña y los militares que habían participado de la misma. El comienzo de la República conservadora. El nacimiento de la  Unión Cívica Radical (UCR) y la Revolución del Parque que tuvo lugar en 1890. El capítulo finaliza con el suicidio de Leandro N. Alem en 1896.

### Tercera temporada (1896-1944)
El período histórico cubierto por la tercera temporada emitida en 2008 corresponde al comprendido entre el comienzo del siglo XX, hasta 1944, cuando Juan Domingo Perón y Eva Duarte se conocen en un festival solidario. En estos cuatro capítulos los personajes principales son encarnados por Oscar Ferreiro, Martín Pavlovsky, Osvaldo Santoro, Roberto Carnaghi, Rafael Ferro, Norberto Díaz, Leticia Brédice, etc.
Esta temporada abarca los siguientes capítulos:
- Capítulo IX: "Hambre y Violencia en el Granero del Mundo": Este episodio narra cuando la Argentina era denominada el granero del mundo, durante el segundo mandato de Roca. Forman parte del mismo los episodios de la Semana Roja y el asesinato de Ramón Falcón, el mandato de Yrigoyen, Semana Trágica, la Patagonia rebelde y el asesinato de Hector B. Varela.
- Capítulo X: "Demócratas, Luchadores y Asesinos"
- Capítulo XI: "El Huevo de la Serpiente"
- Capítulo XII: "Lo que va a venir"

## Éxito y reconocimiento
En las tres temporadas, el programa tuvo gran aceptación y repercusión tanto en la crítica, como en el público, aún en los casos en los que tuvo que competir con el exitoso programa Showmatch del conductor y productor Marcelo Tinelli.

### Premios
| Año  | Categoría                                             | Premio              | Resultado |
| ---- | ----------------------------------------------------- | ------------------- | --------- |
| 2006 | Mejor programa cultural                               | Martín Fierro       | Ganador   |
| 2006 | Mejor producción integral                             | Martín Fierro       | Nominado  |
| 2006 | Mejor programa periodístico                           | Clarín Espectáculos | Ganador   |
| 2007 | Mejor programa de interés general, cultural y musical | Martín Fierro       | Ganador   |
| 2007 | Mejor programa periodístico                           | Clarín Espectáculos | Nominado  |
| 2009 | Mejor programa periodístico                           | Clarín Espectáculos | Ganador   |